# 氪-85
氪-85 (氪85)是氪的一种放射性同位素。它的半衰期为10.756年，最大衰变能为687千电子伏特(keV)，它衰变为稳定的铷-85。最常见的衰变(99.57%)是通过β粒子辐射，最大能量为687电子伏特，平均能量为251电子伏特。第二种最常见的β粒子辐射为0.43%的衰变，最大能量173千电子伏，其次是伽马射线辐射(能量为514千电子伏) 其他衰变模式则概率很小且辐射的伽马射线能量也较低。 
就辐射危害性而言，在不考虑氡衰变链其余部分的前提下，440贝克氪85相当于1贝克的氡-222。

## 大气层中的分布

### 自然发生
氪-85是由宇宙射线与大气层中稳定的氪-84相互作用产生的少量物质，自然来源在大气层中保持着约0.09拍贝克的均衡量。

### 人工生产
然而，截至2009年，由于人为因素，大气层中的总量估计已达到5500拍贝克。2000年底，估计为4800拍贝克，1973年估计为1961拍贝克(53兆居里)。这些人为来源中最重要的是核燃料再处理，核裂变每1000次产生约3个氪-85原子，即裂变产出率为0.3%。大部分或全部氪-85被保留在乏核燃料棒中；从反应堆排出的乏燃料含有0.13-1.8拍贝克/毫克的氪-85，其中一些乏燃料会被再处理。当乏燃料溶解处理时，则会释放气态氪85到大气中。原则上，可将这种氪气作为核废料收集和储存起来，或加以利用。截至2000年，估计全球从再处理活动中释放的氪-85累积量为1060拍贝克。由于放射性衰变，上述存在于全球大气层中的氪-85量小于这一数值；只有一小部分溶解在深海中。
其他人造资源对总量作用不大，大气层核试验释放了约111-185拍贝克；1979年三里岛核电站事故释放了约1.6拍贝克(43千居里)；切尔诺贝利核事故释放了大约35拍贝克；而福岛第一核电站事故则估计释放了44-84拍贝克。
1976年，大气层中氪-85的平均浓度约为0.6吉贝克/米3，到2005年已增至约1.3吉贝克/米3，这只是近似的全球平均值；核废料处理设施周围的局部浓度较高，且北半球的浓度通常高于南半球。
对于广域大气层监测来说，氪-85是反映秘密分离钚的最佳指标。
氪-85的释放增加了大气层的导电性，靠近排放源的地方，气象影响预计会更强。

## 工业用途
氪-85被用于娱乐业中常用的电弧放电灯，如大型镝灯及高强度气体放电灯。氙灯放电管中充入氪-85使氙灯更易被点燃，早期实验性氪-85照明的开发包括1957年设计的铁路信号灯和1969年在亚利桑那州竖立的公路照明标志。目前随机数服务器HotBits使用了氪-85封闭容器(暗指放射性同位素是量子力学的无序状态之源)。
氪-85还用于检查飞机部件的小缺陷，氪-85能穿透小裂纹，通过放射自显影方式检测损伤的存在，这种方法被称为“氪气体渗透成像”。气体渗透的裂口比“着色浸透探伤检测”和“荧光渗透检测”中使用的液体要更小。
氪-85还应用于冷阴极稳压电子管，如5651型。